# Lenz
Lenz és un fragment de novel·la breu escrit per Georg Büchner a Estrasburg a començaments del 1836. Es tracta de l'única narració en prosa de l'autor. La història està basada en documents del diari de Jean Frédéric Oberlin. Jakob Michael Reinhold Lenz, un poeta pertanyent al moviment Sturm und Drang i amic de Goethe, n'és el protagonista. El març de 1776 Lenz coneix a Goethe a la ciutat de Weimar; més endavant comença a patir una malaltia mental i és enviat a la vicaria d'Oberlin al Steintal, incident que ocupa la major part del relat, escrit en forma de document clínic, però així mateix deixant lloc per a un to poètic i visionari. Tot i que Büchner va deixar inacabat aquesta novel·la al morir per malaltia a l'exili el 1837, la crítica literària el considera un precursor del modernisme literari i el teatre contemporani. La seva influència en escriptors posteriors ha estat immensa. La història va ser adaptada en forma d'òpera de cambra per Wolfgang Rihm el 1978 sota el títol de Jakob Lenz.

## Edicions en català
- Georg Büchner, Lenz, Adesiara, Martorell, 2009, ISBN 9788492405190

## Versions cinematogràfiques
- LENZ, dirigida per George Moorse, Alemanya 1971, 130 Minuten
- Lenz, dirigida per Alexandre Rockwell, EUA 1981
- Lenz, dirigida per Oliver Hockenhull, Alemanya 1985, curtmetratge
- Lenz, dirigida per András Szirtes, Hongria 1987, 100 minuts
- Im Steintal dirigida per Jürgen Lodemann, Alemanya 1988, SWR, 43 minuts
- Lenz - Ich aber werde dunkel sein, dirigida per Egon Günther, Alemanya 1992, 90 minuts
- Lenz échapé, dirigida per Dominique Marchais, França 2003
- Lenz dirigida per Marco Franchini, Itàlia 2004
- LENZ, dirigida per Thomas Imbach, actors: Milan Peschel, Barbara Maurer, Noah Gsell, Barbara Heynen, Suïssa 2006, 95 minuts
- LENZ. dirigida per Andreas Morell, actors: Barnaby Metschurat, Karoline Teska, Deutschland 2009, 89 minuts